# Angelika Winzig

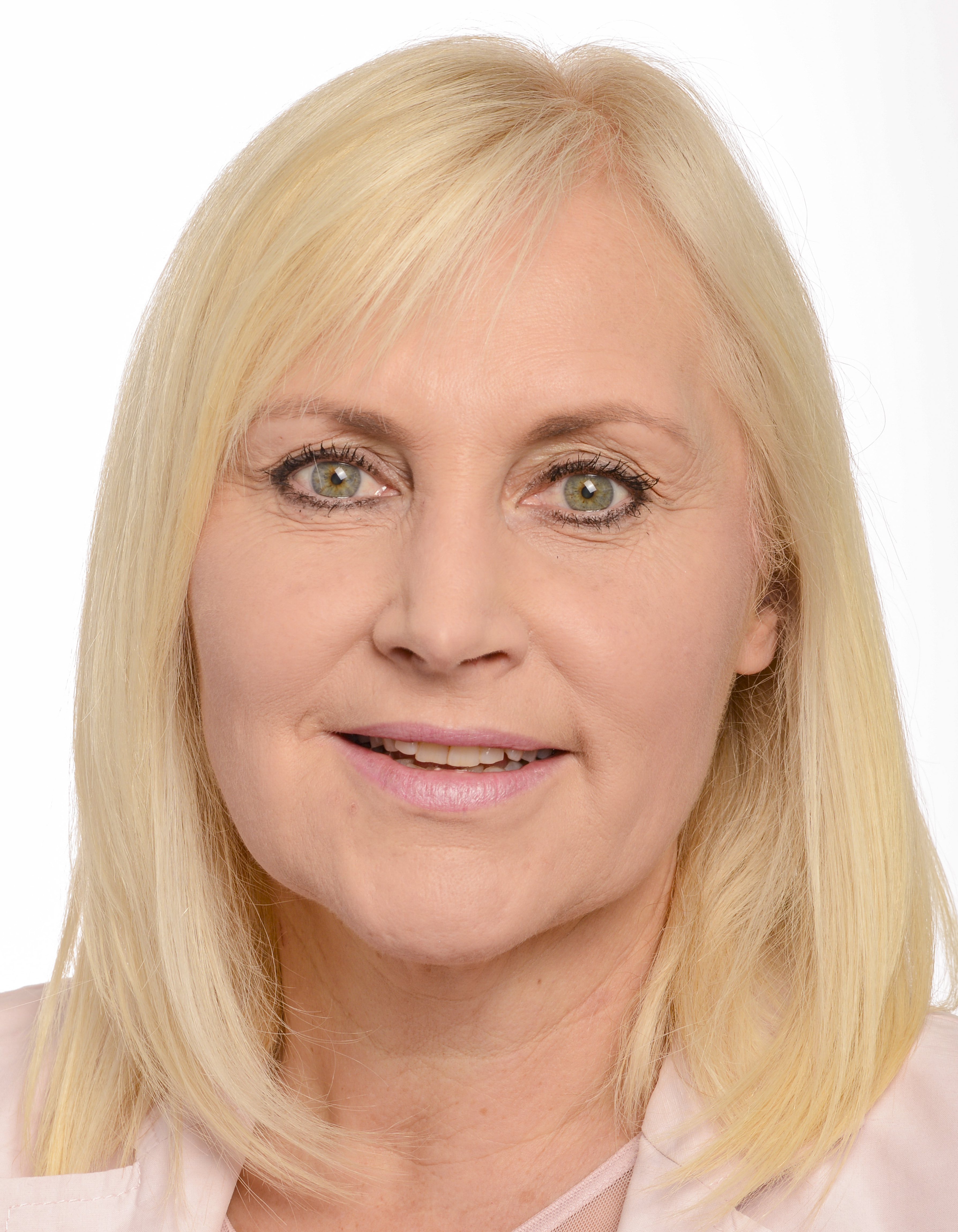
Angelika Winzig (2024)

Angelika Winzig (* 9. Mai 1963 in Attnang-Puchheim) ist eine österreichische Politikerin (ÖVP) und Unternehmerin. Sie war von 2010 bis 2013 Mitglied des österreichischen Bundesrates und von 2013 bis 2019 Abgeordnete zum Nationalrat. Seit dem 2. Juli 2019 ist sie Mitglied des Europäischen Parlaments und seit 14. Jänner 2020 ÖVP-Delegationsleiterin im Europäischen Parlament.

## Ausbildung und Beruf
Angelika Winzig besuchte von 1969 bis 1973 die Mädchenvolksschule in Attnang-Puchheim und von 1973 bis 1977 das Gymnasium in Vöcklabruck. Sie wechselte in der Folge an die Höhere Bundeslehranstalt für wirtschaftliche Frauenberufe in Bad Ischl und legte dort 1982 die Matura ab. 1982 begann sie ein Studium der Handelswissenschaften an der Wirtschaftsuniversität Wien, wobei sie auch an der Universität Genf studierte und während ihres Studiums die Schwerpunkte Unternehmensführung, Krankenhausmanagement und Fremdenverkehr verfolgte. Sie schloss ihr Grundstudium 1987 mit dem akademischen Grad Mag. rer. soc. oec. ab und verfolgte im Anschluss ab 1987 noch ein Doktoratsstudium. 1989 promovierte sie zur Doktorin der Sozial- und Wirtschaftswissenschaften (Dr. rer. soc. oec.). Nach ihrem Studium war Winzig von 1990 bis 1996 als Marketing-Managerin der BASF in Ludwigshafen beschäftigt, wobei sie in Europa, Asien den Vereinigten Staaten und Südamerika eingesetzt wurde. 1997 gründete sie die Pulverbeschichtungs- und Farbenkonfektionierungsfirma Powder Tech Dr. Winzig GmbH und wurde deren geschäftsführende Gesellschafterin.

## Politik und Funktionen
Winzig begann ihre politische Karriere in der Lokalpolitik 2003 als Ersatzmitglied des Gemeinderates der Stadtgemeinde Attnang-Puchheim. Sie wurde 2004 zur Bezirksobfrau der Wirtschaftskammer Österreich des Bezirkes Vöcklabruck  gewählt und wurde 2007 auch Bezirksobfrau des Österreichischen Wirtschaftsbundes im Bezirk Vöcklabruck. Sie ist seit 2007 zudem stellvertretende Bundesvorsitzende von Frau in der Wirtschaft im Österreichischen Wirtschaftsbund und gehört der Spartenkonferenz Gewerbe und Handwerk in der WKÖ seit 2010 als Mitglied an. Zudem war sie von 2010 bis 2015 stellvertretende Landesvorsitzende von Frau in der Wirtschaft der Wirtschaftskammer Oberösterreich. Winzig folgte am 1. Juni 2010 dem ausgeschiedenen Mitglied des Bundesrates Georg Spiegelfeld-Schneeburg nach war bis zur Nationalratswahl 2013 Bundesrätin. Seit 29. Oktober 2013 ist sie Abgeordnete zum Nationalrat (ÖVP) und war für ihre Fraktion Bereichssprecherin für Berufsausbildung und Lehrlinge. Seit 7. November 2017 ist Winzig bereits in ihrer zweiten Funktionsperiode im Nationalrat angelobt. Sie ist aktuell stellvertretende ÖVP-Klubobfrau, Budgetsprecherin und Vorsitzende des Budgetausschusses.
Auf europäischer Ebene ist sie seit 2011 Vizepräsidentin des Europäischen Wirtschaftsbundes (SME Europe), der Wirtschafts- und Mittelstandsvereinigung innerhalb der Europäischen Volkspartei (EVP). Seit Juli 2012 ist sie auch Schatzmeisterin von SME Europe.
Bei der Europawahl in Österreich 2019 kandidierte sie für die ÖVP auf dem dritten Listenplatz. Mit der konstituierenden Sitzung des 9. Europäischen Parlamentes am 2. Juli 2019 zog sie als Abgeordnete ins Europäische Parlament ein. Ihr Nationalratsmandat übernahm Laurenz Pöttinger. Unter ÖVP-Delegationsleiter Othmar Karas bzw. nach dessen Wahl zum Vizepräsidenten des EU-Parlaments unter dessen Nachfolgerin Karoline Edtstadler wurde Winzig stellvertretende ÖVP-Delegationsleiterin im EU-Parlament. Nach dem Ausscheiden von Edtstadler aus dem EU-Parlament im Jänner 2020 aufgrund des Wechsels in die Bundesregierung Kurz II wurde Winzig zur ÖVP-Delegationsleiterin gewählt.
Bei der EU-Wahl 2024 kandidierte Winzig für die ÖVP auf Listenplatz zwei, vor Alexander Bernhuber und Sophia Kircher.